# Phygadeuon paradoxus
Phygadeuon paradoxus är en stekelart som först beskrevs av Bridgman 1889.  Phygadeuon paradoxus ingår i släktet Phygadeuon och familjen brokparasitsteklar. Inga underarter finns listade i Catalogue of Life.